# Académico Basket Clube
Académico Basket Clube (auch: ABC Braga) ist ein 1933 gegründeter portugiesischer Sportverein aus Braga. Die erste Handballmannschaft der Männer spielt in der obersten portugiesischen Liga. Weitere im Verein gespielte Sportarten sind Basketball, Volleyball, Schach, Taekwondo, Hockey und Rollhockey.

## Handball
Die erste Mannschaft der Männer spielt unter dem Namen „ABC/Uminho“ in der Andebol 1, Portugals oberster Spielklasse. Mit 13 Meistertiteln und zwölf Pokalsiegen gehört Braga zu den drei erfolgreichsten Handballvereinen Portugals. Die letzte Meisterschaft gelang im Jahr 2016. Der größte internationale Vereinserfolg war das Erreichen des Finales der EHF Champions League 1993/94, das mit 22:22 und 21:23 gegen CB Cantabria Santander verloren wurde.
Von 1992 bis 2004 war der Ukrainer Oleksandr Donner Trainer, von 2004 bis 2011 Jorge Rito, von 2011 bis 2017 Carlos Resende. Aktuell ist Filipe Magalhães Cheftrainer.

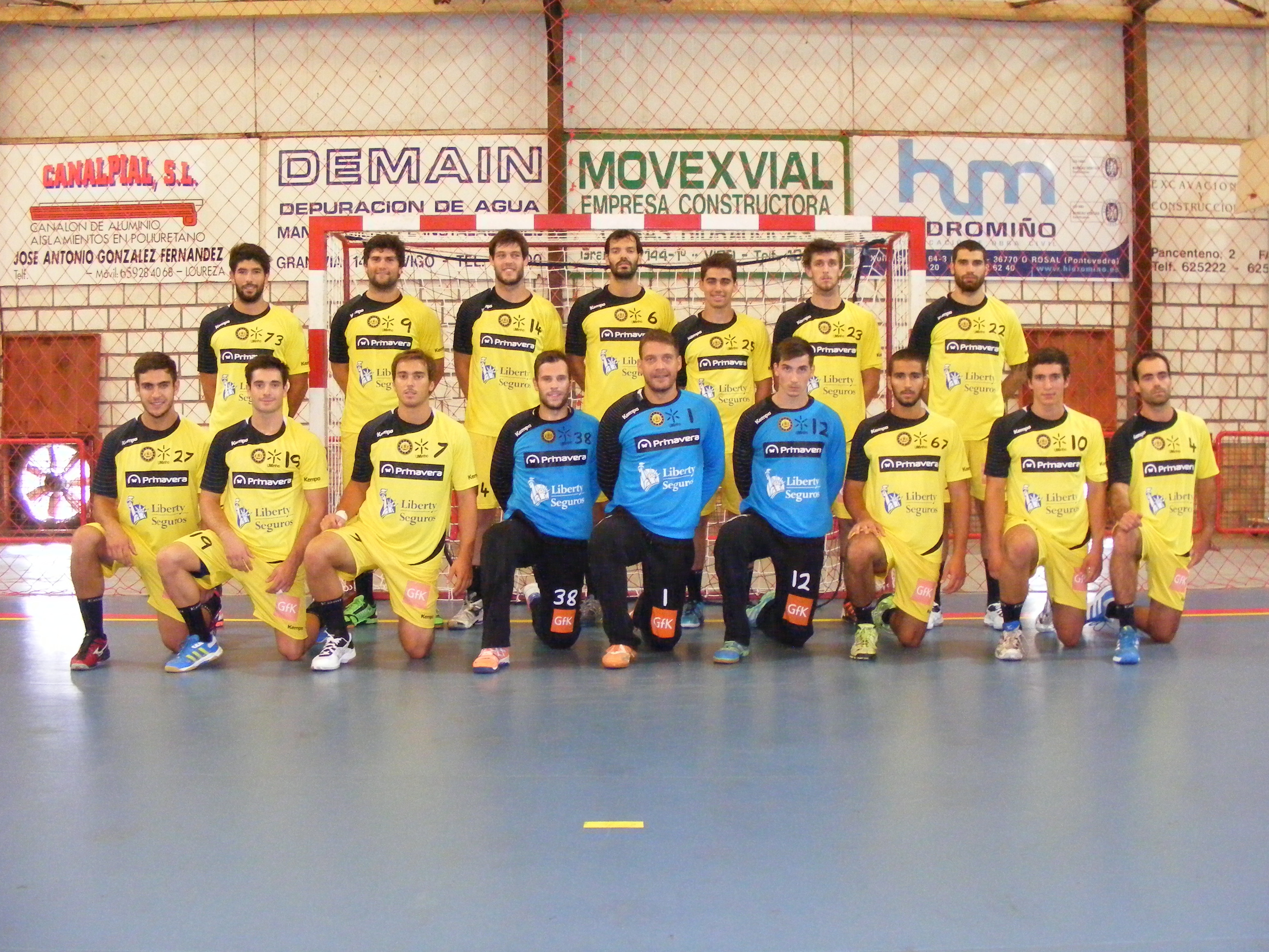
Die Mannschaft im Oktober 2013

### Bekannte ehemalige Spieler
- Paulo Morgado
- Carlos Ferreira
- Wladimir Bolotski
- Paulo Faria Araujo
- Rui Almeida
- Ricardo Tavares
- Viktor Tchikoulaev
- Alvaro Martins
- Carlos Galambas
- Eduardo Filipe Coelho
- Carlos Brito
- Konstantin Dolgow
- Carlos Resende
- Humberto Gomes
- Diogo Branquinho
- Filipe Cruz